# Liste der Kulturdenkmale in Wilthen

Wappen

In der Liste der Kulturdenkmale in Wilthen sind die Kulturdenkmale der sächsischen Stadt Wilthen verzeichnet, die bis September 2024 vom Landesamt für Denkmalpflege Sachsen erfasst wurden (ohne archäologische Kulturdenkmale). Die Anmerkungen sind zu beachten.
Diese Liste ist eine Teilliste der Liste der Kulturdenkmale im Landkreis Bautzen.

## Liste der Kulturdenkmale in Wilthen
| Bild                                    | Bezeichnung | Lage                                                                 | Datierung                                                                                   | Beschreibung | ID       |
| --------------------------------------- | --- | -------------------------------------------------------------------- | ------------------------------------------------------------------------------------------- | --- | -------- |
| Direkt Bild zu diesem Denkmal hochladen | Eisenbahnviadukt | (Flurstück 1957/3) (Karte)                                           | 1876/1877                                                                                   | Siebenbogige Eisenbahnbrücke aus Granithaustein, eisenbahngeschichtlich, baugeschichtlich und technikgeschichtlich von Bedeutung, zwei Pfeiler durch Betonkonstruktion ersetzt | 09252687 |
| Direkt Bild zu diesem Denkmal hochladen | Wohnstallhaus (Umgebinde), Scheune und Seitengebäude eines Bauernhofes                                                                            | Am Frühlingsberg 8 (Karte)                                           | 2. Hälfte 19. Jahrhundert                                                                   | Wohnstallhaus Obergeschoss Fachwerk, verbrettert, Scheune Obergeschoss Fachwerk, verbrettert, kleines holzverbrettertes Seitengebäude, wichtiger und authentischer Bestandteil des Ortsbildes, baugeschichtlich und wirtschaftsgeschichtlich von Bedeutung. Ehemalige Hofstruktur unverändert erhalten, Wohnstallhaus mit Granittürstock (ohne Bezeichnung), ortstypisches und bauzeittypisches Dokument der historischen Hauslandschaft, wichtig für Ortsbild (Fernsicht auf Giebel von den Ort durchlaufender Hauptstraße). | 08967648 |
| Direkt Bild zu diesem Denkmal hochladen | Wohnstallhaus (ehemals Umgebinde) mit Oberlaube und angebauter Scheune                                                                            | Am Mühlendamm 13 (Karte)                                             | 1. Hälfte 19. Jahrhundert                                                                   | Obergeschoss Fachwerk verbrettert, mit geschlossener Oberlaube, Scheune verbrettert, singuläre Struktur im Ort, baugeschichtlich und wirtschaftsgeschichtlich von Bedeutung | 09252652 |
| Weitere Bilder                          | Ehemalige Obermühle | Am Mühlendamm 19 (Karte)                                             | 2. Hälfte 19. Jahrhundert, Kern älter                                                       | Kompakter Baukörper, Obergeschoss zum Teil Fachwerk verschiefert bzw. verkleidet, baugeschichtlich und ortsgeschichtlich von Bedeutung, Wasserrad eventuell noch vorhanden, Gebäude durch zahlreiche An- und Umbauten verändert | 09252661 |
| Weitere Bilder                          | Wohnstallhaus (Umgebinde) mit Anbauten | Am Mühlendamm 21 (Karte)                                             | 1. Hälfte 19. Jahrhundert                                                                   | Obergeschoss Fachwerk verbrettert, baugeschichtlich von Bedeutung, Fensterrahmungen verziert, Frackdach | 09252660 |
| Weitere Bilder                          | Wohnhaus (Umgebinde) | Am Mühlendamm 25 (Karte)                                             | 1. Hälfte 19. Jahrhundert, Kern vermutlich älter                                            | Obergeschoss Fachwerk verkleidet, baugeschichtlich von Bedeutung, Erdgeschoss und Obergeschoss zum Teil verändert, weite Umgebindejoche, profilierte Umgebinde-Säulen, steiles Satteldach | 09252659 |
|                                         | Wohnstallhaus (Umgebinde) mit Oberlaube | An der Aue 1a (Karte)                                                | Nach Auskunft 1751; 2. Hälfte 18. Jahrhundert                                               | Umgebinde vermauert und verputzt, Obergeschoss Fachwerk mit Andreaskreuzen, geschlossene Oberlaube, Giebel verkleidet, eines der ältesten Häuser im Ort, baugeschichtlich und hausgeschichtlich von Bedeutung, niedrige Geschosse, Fenster in originaler Größe | 09252663 |
| Weitere Bilder                          | Ehemaliger Gasthof Ratskeller, ehemalige DRK-Zentralschule                                                                                        | An der Aue 2 (Karte)                                                 | 1812 (Ratskeller); 1920er Jahre, Bauzeichnungen von 1923 (Schule)                           | Repräsentativer Zweiflügelbau in asymmetrischer Anlage, dominanter Eckturm mit Eingang, profilierte Gurtgesimse, darüber Welsche Haube, Mansarddach mit Fledermausgaupen, mit Saalanbau (vom 1812 erbauten ehemaligen Ratskeller erhalten geblieben), baugeschichtlich und ortsgeschichtlich von Bedeutung. Erläuterung zum Bauwerksnamen: ehemals Gasthof Ratskeller, abgebrannt, danach ehemalige DRK-Zentralschule, Bauzeichnungen von 1923. | 09252662 |
| Direkt Bild zu diesem Denkmal hochladen | Wohnstallhaus (Umgebinde) mit integriertem Wirtschaftsteil                                                                                        | An der Aue 7 (Karte)                                                 | Granittreppe bezeichnet mit 1792                                                            | Wohnstallhaus Obergeschoss Fachwerk, Blockstube in Eckverkämmung, profilierter Granittürstock, steiles Satteldach, baugeschichtlich von Bedeutung | 09252658 |
| Weitere Bilder                          | Empfangsgebäude mit Bahnsteigüberdachung, Güterschuppen mit Laderampe, Wirtschaftsgebäude, Wasserstationsgebäude sowie Lokschuppen eines Bahnhofs | Bahnhofstraße 1, 3 (Karte)                                           | 1877                                                                                        | In seinem erhaltenen Funktionszusammenhang erhaltenes authentisches Zeugnis der Bahnhofsarchitektur um 1900 der Bahnstrecke Bautzen–Bad Schandau (6216; sä. BS), eisenbahn-, verkehrs- und technikgeschichtlich von Bedeutung | 09307202 |
| Weitere Bilder                          | Wohnhaus | Bahnhofstraße 3 (Karte)                                              | Bezeichnet mit 1897 (Giebelseite), Anbau später                                             | Putzbau mit überhöhtem Mittelrisalit mit Giebel und seitlichem Anbau rechts, aufwändige Fassadengestaltung, baugeschichtlich von Bedeutung, zweigeschossig, reiche Fassadenausbildung mit Gurtgesims und Putzgliederung, Eckquaderung und Pilaster, profilierte Fenstergewände, Zahnschnittgesims | 09252641 |
| Weitere Bilder                          | Verwaltungsgebäude (Stadtverwaltung; Fremdenverkehrsamt; Heimatstube)                                                                             | Bahnhofstraße 8 (Karte)                                              | Bezeichnet mit 1891                                                                         | Repräsentativer Putzbau mit übergiebeltem Mittelrisalit, ausgewogene neoklassizistische Fassadengliederung, prägnante Lage, baugeschichtlich und ortsgeschichtlich von Bedeutung, zweigeschossig, Gurtgesims, Eckquaderung, Pilaster im Obergeschoss, heute Außenstelle der Stadtverwaltung u. a., Türstock bezeichnet „Gott mit uns/ C.G.T. 1891“ | 09252630 |
| Weitere Bilder                          | Postamt in halboffener Bebauung | Bahnhofstraße 10 (Karte)                                             | 1930er Jahre (im Kern wohl älter)                                                           | Zeittypischer Putzbau mit Walmdach, baugeschichtlich von Bedeutung, zweigeschossig, Tür- und Fenstergewände mit Segmentbogen, Walmdach mit Dachhaus | 09252644 |
| Weitere Bilder                          | Gasthaus mit späterem Kino-Anbau (Zittauer Straße 2)                                                                                              | Bahnhofstraße 12 (Zittauer Straße 2) (Karte)                         | Bezeichnet mit 1875 (Türstock)                                                              | Gasthaus schlichter Putzbau, Kinoanbau mit neoklassizistischem Dekor, baugeschichtlich und ortsgeschichtlich von Bedeutung, Gasthaus: Eckpilaster, Segmentbogenfenster und Okulus im Giebel, Fenster in originaler Größe, Ladeneinbau an der Ecke, Kinoanbau mit neoklassizistischem Dekor | 09252645 |
| Weitere Bilder                          | Wohnstallhaus (Umgebinde) und Rest der Scheune über Hakengrundriss                                                                                | Dresdener Straße 2 (Karte)                                           | Bezeichnet mit 1880                                                                         | Wohnstallhaus Obergeschoss Fachwerk verbrettert, Scheune zur Hälfte abgebrochen, baugeschichtlich und ortsbildprägend von Bedeutung. Wohnstallhaus: zweigeschossig, weitjochig, Frackdach, Obergeschoss verbrettert, Fensterrahmungen verziert. Scheune bereits zur Hälfte abgebrochen. | 09252631 |
|                                         | Wohnstallhaus (Umgebinde) | Dresdener Straße 12 (Karte)                                          | 2. Hälfte 19. Jahrhundert                                                                   | Obergeschoss Fachwerk verschiefert, Blockstube, baugeschichtlich von Bedeutung, schön gestaltete alte Haustür | 09252677 |
|                                         | Wohnhaus | Dresdener Straße 15 (Karte)                                          | 1953–1954                                                                                   | Schlichter Putzbau mit aufwendiger Eingangsgestaltung („Portikus“ und Putzgliederung), zusammen mit Dresdener Straße 17 Beispiel für die nur noch selten original erhaltene Genossenschaftsarchitektur (AWG) der Nachkriegszeit, baugeschichtlich und sozialgeschichtlich von Bedeutung, zweigeschossig | 09252678 |
| Weitere Bilder                          | Wohnstallhaus (Umgebinde) | Dresdener Straße 16 (Karte)                                          | Türstock bezeichnet mit 1834                                                                | Obergeschoss Fachwerk, Granit-Türstock, baugeschichtlich und ortsbildprägend von Bedeutung, durch Umbauten stark verändert | 09252632 |
| Weitere Bilder                          | Wohnhaus mit Wandbild | Dresdener Straße 17 (Karte)                                          | Bezeichnet mit 1953/1954 (Wohnhaus); bezeichnet mit 1953/1954 (Sgraffito)                   | Schlichter Putzbau mit aufwendiger Eingangsgestaltung, an der Giebelseite mit Sgraffito von Hans Thuma: Wilthener Wappen, Szenen alten und neuen Textilhandwerks, zusammen mit Dresdener Straße 15 Beispiel für die nur noch selten original erhaltene Genossenschaftsarchitektur (AWG) der Nachkriegszeit, baugeschichtlich und sozialgeschichtlich von Bedeutung, zweigeschossig | 09252679 |
| Direkt Bild zu diesem Denkmal hochladen | Wohnstallhaus (Umgebinde) und gegenüber liegende Scheune                                                                                          | Dresdener Straße 30 (Karte)                                          | 2. Hälfte 19. Jahrhundert                                                                   | Wohnstallhaus Obergeschoss Fachwerk verkleidet, profilierte Umgebinde-Säulen, Scheune verbrettert, baugeschichtlich und wirtschaftsgeschichtlich von Bedeutung, Fenster verändert, südlicher winkelförmiger Anbau an der Scheune wurde abgebrochen | 09252633 |
| Direkt Bild zu diesem Denkmal hochladen | Wohnhaus (Umgebinde) | Dresdener Straße 46 (Karte)                                          | Um 1870                                                                                     | Eingeschossig, baugeschichtlich und sozialgeschichtlich von Bedeutung, weitgehend originale Kubatur und Proportionen | 09301396 |
| Direkt Bild zu diesem Denkmal hochladen | Wohnhaus (Umgebinde) | Grenzweg 2 (Karte)                                                   | Anfang 18. Jahrhundert                                                                      | Obergeschoss Fachwerk mit weitgehend original erhaltenem Kreuzstrebengefüge, Blockstube, baugeschichtlich und städtebaulich bedeutsames Objekt, weitgehende Originalsubstanz, auf Anregung und mit fachlicher Begründung von Herrn A. Matthes (LRA Bautzen) als Denkmal aufgenommen, Originalsubstanz geht in ausgehendes 17. Jahrhundert, beginnendes 18. Jahrhundert zurück, einige neuzeitliche Veränderungen | 09303558 |
| Direkt Bild zu diesem Denkmal hochladen | Neumühle; Mühlengebäude mit Sägegatter und Müllerwohnhaus (ehemals Umgebinde) einer Schneidemühle                                                 | Kirschauer Weg 24 (Karte)                                            | Um 1915                                                                                     | Mühlengebäude Obergeschoss verbrettert, weitgehend unverändertes äußeres Erscheinungsbild der Gebäude sowie erhaltene technische Ausstattung, technikgeschichtlich, bau- und ortsgeschichtlich von Bedeutung, landschaftsprägend. Mühlenwohnhaus: stand bereits in DDR-Denkmalliste, im Erdgeschoss vorgeblendetes, geputztes Umgebinde, Mansarddach und Mittelgiebel, Gestaltung im Heimatstil. Mühlengebäude: im Obergeschoss verbrettert, im Inneren zwei Vertikalsägegatter erhalten und einige historische Werkzeuge (Wasserrad und Mühlgraben nicht erhalten). Insgesamt weitgehend unverändertes äußeres Erscheinungsbild der Gebäude, Objekt ehemals falsch erfasst unter Kirschallee 24, laut ALK-Daten Kirschauer Weg 24 (Stand 2011). | 09301397 |
|                                         | Wohnstallhaus (Umgebinde), ohne rückwärtigen Anbau                                                                                                | Kleinpostwitzer Weg 1 (Karte)                                        | 2. Hälfte 18. Jahrhundert                                                                   | Obergeschoss Fachwerk verbrettert, Giebel teils verkleidet, teils Sichtfachwerk, baugeschichtlich von Bedeutung, Blockstube in Eckverkämmung, Obergeschoss rechts über abgeschrägter Ecke vorkragend, Giebelseite (rechts zum Bach) Sichtfachwerk mit Andreaskreuzen, Frackdach und Satteldach | 09252672 |
| Direkt Bild zu diesem Denkmal hochladen | Steindecker-Platte | vor Mittelstraße 26 (vor der Leder-Manufaktur, im Vorgarten) (Karte) | Bezeichnet mit 1782                                                                         | Vermutlich ursprüngliche Abdeckung eines Bachlaufes, als Fundstein geborgen, kulturgeschichtlich von Bedeutung, Granitplatte bei Bauarbeiten aufgefunden und schräg liegend präsentiert (in Höhe des Fundortes), eindeutig ehemalige Abdeckung, entweder kleine Überbrückung des Bachlaufes oder Brunnenabdecker, letzteres eher unwahrscheinlicher | 08967649 |
|                                         | Wohnstallhaus (Umgebinde) | Mittelstraße 27 (Karte)                                              | Um 1850                                                                                     | Obergeschoss Fachwerk, ornamental verschiefert, ehemaliges Weberhaus, baugeschichtlich von Bedeutung | 09252634 |
|                                         | Wohnstallhaus (Umgebinde), ohne Anbau | Mittelstraße 37 (Karte)                                              | Um 1850                                                                                     | Obergeschoss Fachwerk verschiefert, baugeschichtlich von Bedeutung, verändert | 09252635 |
| Direkt Bild zu diesem Denkmal hochladen | Häuslerhaus mit integrierter Scheune | Mittelstraße 48 (Karte)                                              | Um 1800                                                                                     | Obergeschoss Fachwerk verbrettert, gutes Beispiel für ursprüngliche Auenbebauung, baugeschichtlich von Bedeutung, gestaffeltes Satteldach | 09252638 |
|                                         | Umgebindeteil eines Wohnstallhauses | Mittelstraße 72 (Karte)                                              | 2. Hälfte 19. Jahrhundert                                                                   | Fensterrahmungen verziert, baugeschichtlich von Bedeutung, Fenster in originaler Größe, verändert | 09252648 |
| Weitere Bilder                          | Wohnhaus (ehemals Umgebinde), ohne Anbau | Mittelstraße 105 (Karte)                                             | Bezeichnet mit 1868 A. D. (Türstock)                                                        | Obergeschoss teils Sichtfachwerk, teils verkleidet, Giebel verbrettert, baugeschichtlich von Bedeutung, Granittürstock, Granitstufe am Eingang, Rückseite des Obergeschosses verschiefert, Giebel holzverbrettert, im Erdgeschoss liegende Fenstereinbauten 20. Jahrhundert | 09301398 |
| Weitere Bilder                          | Mönchswalder Baude; Zwei Holzhäuser und Aussichtsturm aus Haustein sowie Grotte mit zugehörigem Wasserspiel                                       | Mönchswalder Straße 7 (Karte)                                        | Bezeichnet mit 1885 (Aussichtsturm und Baude); bezeichnet mit 1896 (Grotte und Wasserkunst) | Linkes Gebäude in kunstvoller Holzverschalung, Ziergiebel und Umgebinde, baugeschichtlich, ortsgeschichtlich und technikgeschichtlich von Bedeutung. Grottenanlage mit Wasserspiel steht in engem Zusammenhang mit der Geschichte der Baude des Mönchswalder Berges. Sie ist im Zuge der Verlegung der ersten Wasserleitung auf den Berg entstanden (deshalb Technisches Denkmal). Anlage prägt auch Freiraumsituation im Bereich des Vorplatzes der Baude, zumal im Umfeld des eigentlichen Beckens noch Reste einer einst weitläufigeren Gestaltung erkennbar sind. Schrifttafel (im oberen Bereich der Grotte): „Wasserwerk des Mönchswalder Berges/ ausgeführt von Ingenieur Max Göhler Dresden/ Errichtet im Jahre 1896/ Dem Gebirgsverein gewidmet von Otto Weigang/ Fabrikbesitzer in Bautzen“ (Weigang wurde 1894 zum Ehrenmitglied des Bautzner Gebirgsvereins ernannt, welchem er den Anbau für die damals nicht mehr ausreichenden Innenräume der Baude großzügig finanziert hatte. Erwähnte Wasserleitung mit „Wasserwerk“ wurde auf Weigangs Kosten errichtet). | 09252685 |
| Direkt Bild zu diesem Denkmal hochladen | Wegestein | Neukircher Straße (Ecke Pichoweg) (Karte)                            | 2. Hälfte 19. Jahrhundert                                                                   | Verkehrsgeschichtlich von Bedeutung. Inschrift: „Weife 3/4 Stunde Diehmen 1 Stunde“ in vertieftem Feld, steht im Kreuzungsbereich Neukircher Straße durch den Ort und Abzweig Pichoweg, oberer Abschluss leicht abgerundet. | 09300727 |
| Direkt Bild zu diesem Denkmal hochladen | Wohnhaus | Neukircher Straße 7 (Karte)                                          | 1. Hälfte 19. Jahrhundert                                                                   | Obergeschoss Fachwerk verbrettert, steiles Satteldach, baugeschichtlich von Bedeutung, ohne Anbauten zur Neukircher Straße hin, zweigeschossig | 09252639 |
|                                         | Wohnhaus (Umgebinde) | Neukircher Straße 31 (Karte)                                         | Um 1850                                                                                     | Obergeschoss Fachwerk verbrettert, baugeschichtlich von Bedeutung, authentische Kubatur und Proportionen (neue Haustür und Vordach, Biberschwanzdeckung) | 09301399 |
| Direkt Bild zu diesem Denkmal hochladen | Villa, Garten mit rundem Sandstein-Brunnenbecken und Einfriedung                                                                                  | Neukircher Straße 38 (Karte)                                         | Nach 1910                                                                                   | Villa zeittypischer Putzbau mit Walmdach, baugeschichtlich von Bedeutung. - Einfriedung: Mauerpfosten mit schlichten gebogten schmiedeeisernen Zaunsfeldern und originalem Eingangstor (Einfahrt) - Garten: Nebenanlage (keine Gestaltung erkennbar, aber bildet mit Villa eine Einheit aufgrund seiner Größe und Anlage) - Villa: stattlicher Massivbau verputzt, bossierter Natursteinsockel, Walmdach mit Dachaufbauten, über seitlichem Erker Aufstockung 3. Viertel 20. Jahrhundert, originale Fenster, 1. Obergeschoss segmentbogige Öffnungen | 09301400 |
|                                         | Wohnstallhaus (Umgebinde) und Granittrog | Neukircher Straße 46 (Karte)                                         | Um 1850                                                                                     | Obergeschoss und Giebel Fachwerk, verbrettert, baugeschichtlich von Bedeutung, Erdgeschoss zum Teil verändert | 09252680 |
| Direkt Bild zu diesem Denkmal hochladen | Wohnstallhaus (Umgebinde) | Neukircher Straße 53 (Karte)                                         | Bezeichnet mit 1844 (im Türstock)                                                           | Obergeschoss Fachwerk verbrettert, baugeschichtlich von Bedeutung, Wohnstallhaus im Erdgeschoss ausgemauert, Obergeschoss Fachwerk, zum Teil verbrettert | 09252681 |
| Direkt Bild zu diesem Denkmal hochladen | Wohnstallhaus (Umgebinde) und östliche Scheune | Neukircher Straße 55 (Karte)                                         | Bezeichnet mit 1858 (im Türsturz); um 1850 (Scheune)                                        | Wohnhaus rechtwinklig zur Nummer 53 stehend, Obergeschoss Fachwerk verbrettert, Feldsteinsockel, Scheune Fachwerk mit zwei hölzernen Toren, baugeschichtlich und wirtschaftsgeschichtlich von Bedeutung, Wohnstallhaus-Türsturz, Granit, Abbruchgenehmigung vom 10. Januar 2014 für das Wohnstallhaus | 09301401 |
| Direkt Bild zu diesem Denkmal hochladen | Umgebindeteil eines Wohnstallhauses | Neukircher Straße 57 (Karte)                                         | 1. Hälfte 19. Jahrhundert                                                                   | Obergeschoss Fachwerk verbrettert, Umgebinde unter dem Frackdach weit über die Blockstube greifend, baugeschichtlich von Bedeutung | 09252682 |
|                                         | Wohnhaus eines Gehöftes, ohne hinteren Anbau | Neukircher Straße 59 (Karte)                                         | Um 1900                                                                                     | Ursprünglich gewerblich genutzter Flügel/Werkstattanbau, baugeschichtlich von Bedeutung, originale Kubatur und Proportionen, nur ehemalige Türöffnung rechts teilweise zugesetzt (jetzt Fenster), Mittelteil (nicht außermittig) etwas vorgezogen (risalitartig) mit originaler Haustür, Sandstein-Türstock und -gewände, Schieferdeckung, vier Granitpfosten der Einfriedung des Vorgartens erhalten, zwei große Granitplatten vor Eingang als Freitreppe, Putzbau, Putzhaut 1950er Jahre im Giebel zwei Rundbogenfenster (im Bereich des Spitzgiebels) | 09301402 |
|                                         | Wohnstallhaus (Umgebinde) mit integriertem Wirtschaftsteil                                                                                        | Pichoweg 4 (Karte)                                                   | Ende 19. Jahrhundert                                                                        | Obergeschoss Fachwerk verkleidet, baugeschichtlich von Bedeutung, außer Umgebindeteil stark verändert | 09252684 |
| Weitere Bilder                          | Ehemaliges Gasthaus „Haus Bergland“ mit Saalanbau (ohne nachträgliche Anbauten)                                                                   | Schulstraße 1 (Karte)                                                | Ende 19. Jahrhundert                                                                        | Herkömmliche Kubatur und prägende Proportionen sowie wichtige ortsbildprägende Funktion, baugeschichtliche und ortsgeschichtliche Bedeutung, stattlicher Baukomplex, bestehend aus mehreren Baukörpern, die baulich miteinander verbunden sind, aufwendiger ehemaliger Eingang mit betontem Portikus (heute verbaut) zweigeschossig mit Drempel (belichtet durch paarweise kleine Fenster), angeschlossener Saalanbau mit hohen rechteckigen Fensteröffnungen, durch mehrere nachträgliche Anbauten (diese nicht unter Schutz!) teilweise verunklärt in äußerem Erscheinungsbild, ursprünglicher Grundriss aber vorhanden | 09304134 |
| Weitere Bilder                          | Umgebindeteil eines Wohnstallhauses | Schulstraße 17 (Karte)                                               | 2. Hälfte 19. Jahrhundert                                                                   | Obergeschoss Fachwerk verschiefert, baugeschichtlich von Bedeutung, Fenster in originaler Größe | 09252646 |
| Weitere Bilder                          | Wohnstallhaus (Umgebinde) | Schulstraße 28 (Karte)                                               | Um 1850                                                                                     | Obergeschoss Fachwerk verbrettert, Giebeldreieck verkleidet, baugeschichtlich von Bedeutung, Fenster in originaler Größe | 09252653 |
| Weitere Bilder                          | Grundschule Wilthen | Schulstraße 39 (Karte)                                               | Bezeichnet mit 1921 (in Inschrifttafel über seitlichem Eingang)                             | Ohne hinteren Anbau, repräsentativer Putzbau mit art-decó-Elementen, baugeschichtlich und ortsgeschichtlich von Bedeutung, Natursteinsockel | 09301404 |
| Weitere Bilder                          | Goethe-Schule; Schule mit Sgraffiti-Schmuckfeldern und Einfriedungsmauer mit integriertem Brunnen in Ecklage                                      | Schulstraße 41 (Karte)                                               | Nach 1900                                                                                   | Schule zweigeschossig mit Drempel, zentraler Trakt mit übergiebeltem Mittelrisalit und Okulus, Sgraffiti von Hans Thuma,Türstock und Fenstergewände Granit, Adaption großbäuerlicher Architektur, baugeschichtlich und ortsgeschichtlich von Bedeutung | 09252655 |
| Direkt Bild zu diesem Denkmal hochladen | Villa Hünlich; Fabrikantenvilla mit gemauertem Torbogen am Nebengebäude                                                                           | Schulstraße 45 (Karte)                                               | 1903/1904 (laut Bauakte)                                                                    | Heimatstil, Adaption traditioneller Architektur der Region, baugeschichtlich von Bedeutung, zweigeschossig, Wintergarten, zweigeschossiger Erker, Zierfachwerk, Giebel verbrettert | 09252656 |
|                                         | St.-Barbara-Platz (ehemaliger Thälmann-Platz) | St.-Barbara-Platz (Karte)                                            | 19. Jahrhundert                                                                             | Städtebaulich prägende Platzanlage in unmittelbarer Nachbarschaft der Evangelischen Stadtkirche, nördlich begrenzt durch langgestrecktes Wirtschaftsgebäude des Domstiftlichen Gutes einschließlich St. Barbara-Kirche, östlich begrenzt durch Einmündung Straße der Befreiung, südlich begrenzt durch Platzwandbebauung (St. Barbara-Platz 6 und 8) und westlich begrenzt durch Mönchswalder Straße, äußeres Erscheinungsbild der Platzwände noch zu großen Teilen authentisch und historisch aussagefähig, verdeutlicht ortsgeschichtliche Entwicklung und Architektursprache der jeweiligen Entstehungszeit, Umwandlung vom Bauerndorf zu Industrieort, städtebaulich und ortsbildprägend von Bedeutung | 09301408 |
|                                         | Villa mit Stützmauer und Einfriedung sowie Villengarten                                                                                           | St.-Barbara-Platz 1 (Karte)                                          | Um 1910                                                                                     | Putzbau mit reichen Jugendstilformen, aufwendig gestalteter Zwerchgiebel, prägt den St.-Barbara-Platz, baugeschichtlich und städtebaulich von Bedeutung, zweigeschossig, Balkon halbrund über Wintergarten, asymmetrisch gegliederter Baukörper, Dachhäuschen, Mansarddach, unter einem Teil des Gartens großflächiger Erdkeller (eine Tonne, möglicherweise Speicherkeller der Brennerei), Eingang seitlich in Straßenzug An der Aue in Straßenstützmauer | 09252657 |
| Weitere Bilder                          | Ehemaliges Rittergut Wilthen (Sachgesamtheit); Domstiftliches Gut; St.-Barbara-Kirche                                                             | St.-Barbara-Platz 3, 3a (Karte)                                      | 18. Jahrhundert, später verändert                                                           | Sachgesamtheit ehemaliges Rittergut mit folgenden Einzeldenkmalen: Herrenhaus, südliches Wohn- und Wirtschaftsgebäude mit Tordurchfahrt, nördliches Stall-Remisengebäude mit Tordurchfahrt, westliches Stallgebäude, Granittränke im Hof und Katholische Kirche St. Barbara im Keller des südlichen Wirtschaftsgebäudes (siehe Einzeldenkmal 09252665, gleiche Anschrift) sowie der Wirtschaftshof als Sachgesamtheitsteil; geschlossene Vierseithofanlage in stattlichen Dimensionen auf ansteigendem Terrain mit bau- und ortsgeschichtlicher Bedeutung, städtebaulich prägend. Ehemals Rittergut, heute Domstiftliches Gut (Thälmannplatz 3). Weitläufige Anlage eines Vierseithofes, 1. Hälfte 18. Jahrhundert, im 19. Jahrhundert erweitert. Stattliches Herrenhaus mit mächtigem Mansardwalmdach, 1741. Putzgliederung, der breite Mittelrisalit im Erdgeschoss mit Putznutung und Rundbogenportal. – Repräsentative Eingangshalle mit doppelläufiger Treppenanlage. Langgestreckte Wirtschaftsgebäude mit Segmentbogen-Durchfahrten, zierlicher Dachreiter. Seit 1945 im Keller die katholische Kirche St. Barbara, über massiven Pfeilern Kreuzgratgewölbe und Gurtbögen. | 09301406 |
| Weitere Bilder                          | Herrenhaus (Einzeldenkmal zu ID-Nr. 09301406) | St.-Barbara-Platz 3; 3a (Karte)                                      | 1741                                                                                        | Einzeldenkmal der Sachgesamtheit ehemaliges Rittergut; bau- und ortsgeschichtliche Bedeutung, städtebaulich prägend. Herrenhaus: stattlicher Putzbau mit mächtigem Mansardwalmdach, Putzgliederung, breiter Mittelrisalit im Erdgeschoss mit Putznutung und Rundbogenportal, repräsentative Eingangshalle mit doppelläufiger Treppenanlage. | 09252665 |
| Weitere Bilder                          | Südliches Wohn- und Wirtschaftsgebäude mit Tordurchfahrt (Einzeldenkmal zu ID-Nr. 09301406)                                                       | St.-Barbara-Platz 3; 3a (Karte)                                      | 1. Hälfte 18. Jahrhundert                                                                   | Einzeldenkmal der Sachgesamtheit ehemaliges Rittergut; bau- und ortsgeschichtliche Bedeutung, städtebaulich prägend. Wirtschaftsgebäude: langgestreckte Kubaturen, segmentbogige Durchfahrten, zierlicher Dachreiter. | 09252665 |
| Weitere Bilder                          | Nördliches Stall-Remisengebäude mit Tordurchfahrt (Einzeldenkmal zu ID-Nr. 09301406)                                                              | St.-Barbara-Platz 3; 3a (Karte)                                      | 1. Hälfte 18. Jahrhundert                                                                   | Einzeldenkmal der Sachgesamtheit ehemaliges Rittergut; bau- und ortsgeschichtliche Bedeutung, städtebaulich prägend. Wirtschaftsgebäude: langgestreckte Kubaturen, segmentbogige Durchfahrten, zierlicher Dachreiter. | 09252665 |
| Weitere Bilder                          | Westliches Stallgebäude (Einzeldenkmal zu ID-Nr. 09301406)                                                                                        | St.-Barbara-Platz 3; 3a (Karte)                                      | 1. Hälfte 18. Jahrhundert                                                                   | Einzeldenkmal der Sachgesamtheit ehemaliges Rittergut; bau- und ortsgeschichtliche Bedeutung, städtebaulich prägend. Wirtschaftsgebäude: langgestreckte Kubaturen, segmentbogige Durchfahrten, zierlicher Dachreiter. | 09252665 |
|                                         | Granittränke im Hof (Einzeldenkmal zu ID-Nr. 09301406)                                                                                            | St.-Barbara-Platz 3; 3a (Karte)                                      |                                                                                             | Einzeldenkmal der Sachgesamtheit ehemaliges Rittergut; bau- und ortsgeschichtliche Bedeutung, städtebaulich prägend | 09252665 |
|                                         | Katholische Kirche St. Barbara im Keller des südlichen Wirtschaftsgebäudes (Einzeldenkmal zu ID-Nr. 09301406)                                     | St.-Barbara-Platz 3; 3a (Karte)                                      | 1927 (Weihe)                                                                                | Einzeldenkmal der Sachgesamtheit ehemaliges Rittergut; bau- und ortsgeschichtliche Bedeutung, städtebaulich prägend. Kirche: im Keller der ehemaligen Brennerei seit 1945 Kapelle St. Barbara, massive Pfeiler mit Kreuzgratgewölben und Gurtbögen, heute Sozialstation der Caritas, katholische Kirche und Pfarramt. | 09252665 |
| Direkt Bild zu diesem Denkmal hochladen | Wohnhaus in halboffener Bebauung | St.-Barbara-Platz 6 (Karte)                                          | Um 1830                                                                                     | Putzbau, nach links durch Torbogen mit benachbarter Weinbrennerei baulich verbunden, baugeschichtlich, städtebaulich und platzbildprägend von Bedeutung, zweigeschossig mit Drempel, im Kern klassizistischer Bau, an den um 1910 linksseitiger Eckturm (Erker) angebaut wurde, noch erhaltener außermittiger Eingang mit vorgelegten vier Stufen einer dreiläufigen Treppe, mit originaler zweiflügeliger kassettierter Holztür und profilierter Bedachung, Fassade gegenwärtig geglättet, Objekt in Absprache mit LRA Bautzen/Frau Liehr nachträglich aufgenommen, Betonung liegt auf städtebaulicher, ortsbildprägender Bedeutung | 09279083 |
| Weitere Bilder                          | Wilthener Weinbrennerei; Verwaltungsgebäude mit westlich angrenzender Toreinfahrt mit Torbogen                                                    | St.-Barbara-Platz 8 (Karte)                                          | Um 1910                                                                                     | Lang gestreckter Putzbau mit Reformstilelementen der Zeit um 1910, Mittelpartie erhöht, mit oktogonalem Turm (Welsche Haube), Mansarddach, Mansardfenster als Okuli ausgebildet, sparsame Putzgliederung, als Gegenpol zum Kirchengut angelegt, baugeschichtlich, ortsgeschichtlich und platzbildprägend von Bedeutung, überwiegend schlichte Fassade mit neubarocken Elementen gestaltet, besonders im Dachbereich | 09252666 |
| Weitere Bilder                          | Gasthaus Zur Linde (Umgebinde) | Straße der Befreiung 2 (Karte)                                       | Türstock bezeichnet mit 1802                                                                | Doppelstubenhaus, Obergeschoss Fachwerk verbrettert, baugeschichtlich und platzbildprägend von Bedeutung, Umgebinde-Säulen profiliert, Granittürstock, steiles Krüppelwalmdach | 09252670 |
| Weitere Bilder                          | Kantorenhaus; Wohnhaus (Umgebinde) | Straße der Befreiung 3 (Karte)                                       | Um 1800                                                                                     | Ehemalige Kirchschule, Doppelstubenhaus, Obergeschoss Fachwerk verbrettert, baugeschichtlich und ortsgeschichtlich von Bedeutung, zweigeschossig, doppelte Blockstube, weite Umgebindejoche, Krüppelwalmdach mit Gaupen | 09252669 |
| Weitere Bilder                          | Evangelische Stadtkirche und Kirchhof Wilthen mit Friedhofserweiterung (Sachgesamtheit)                                                           | Straße der Befreiung 3a (Karte)                                      | 1704 (Turm) bis 1902 (Kirche)                                                               | Sachgesamtheit Evangelische Stadtkirche und Kirchhof Wilthen mit folgenden Einzeldenkmalen: Kirche mit Ausstattung, Denkmal für die Gefallenen des Ersten Weltkrieges, sieben Grabmale an der Kirchhofsmauer, zwei Grabmale an der äußeren Chorwand der Kirche, Grabmal in Art eines Grufthauses gegenüber dem Kircheneingang, Treppenaufgang zur Kirche sowie gesamte Einfriedungsmauer des Kirchhofs und der Friedhofserweiterung (siehe auch Einzeldenkmal 09252667, gleiche Anschrift), Lindenallee und Lebensbaumallee auf dem Friedhofsgelände (Gartendenkmal) sowie die Friedhofskapelle der 1940er Jahre, der Kirchhof und die Friedhofserweiterung als Sachgesamtheitsteile; Kirche unter Einbeziehung des Turmes vom Vorgängerbau, wertvoll die komplett erhaltene Innenausstattung von 1901, baugeschichtlich und ortsgeschichtlich von Bedeutung. | 09301405 |
| Weitere Bilder                          | Kirche mit Ausstattung (Einzeldenkmal zu ID-Nr. 09301405)                                                                                         | Straße der Befreiung 3a (Karte)                                      | 1704 (Turm); 1901–1902 (Kirche und Kirchenausstattung)                                      | Einzeldenkmal der Sachgesamtheit Stadtkirche und Kirchhof; Kirche unter Einbeziehung des Turmes vom Vorgängerbau, wertvoll die komplett erhaltene Innenausstattung von 1901, bau- und ortsgeschichtliche Bedeutung. Auf einer Anhöhe stehende, stattliche, einschiffige Kirche mit eklektizistischen Elementen, 1901/02 von Julius Zeißig errichtet, der Turm von 1704. Restaurierung 1989–92 (außen). Der von Strebepfeilern umgebene Bau mit Bruchsteinsockel und Putznutung, das Schiff mit angedeuteten Querhäusern, eingezogener Chor mit 3/8-Schluss, Satteldach. Vorbau an der Westseite mit offener Eingangshalle. Quadratischer Turm an der Südwestseite mit geschweifter Haube und großer Laterne. Großzügiger, vom Jugendstil geprägter Innenraum mit Sterngewölbe, dessen Rippen farbig gefasst. Die Schildbögen und Stichkappen vor den Fenstern mit reicher Malerei. Im Gewände des Triumphbogens zwischen Rankenwerkmalereien Christus und die Evangelisten. Eingeschossige Holzemporen an drei Seiten, die Brüstungen mit floralen Motiven. Buntglasfenster im Chor, Christus bei Maria und Martha, Christus am Ölberg und Himmelfahrt, 1901 von Bruno Urban aus Dresden. Im Querhaus je ein Fenster mit Moses und der hl. Barbara, bezeichnet mit 1902. Die Ausstattung von 1901/02. Kleines Kruzifix, vermutlich Anfang 16. Jahrhundert. Im südöstlichen Treppenaufgang Relief eines Putto, 18. Jahrhundert. Eule-Orgel von 1902. Saalbau mit Emporen, geprägt durch Rezeption romanischer und gotischer Formensprache verschmolzen mit Jugendstileinflüssen, ursprünglich erhaltene, zumeist ornamentale Farbfassung über neogotischen Konstruktionen (Sterngewölbe), im Triumphbogen Christus mit den Evangelisten, Turm über quadratischem Grundriss, Welsche Haube, Laterne und Wetterfahne, Ausstattung umfasst Altar, Kanzel, Gestühl, Emporen, Eule-Orgel und Glasmalerei. | 09252667 |
| Direkt Bild zu diesem Denkmal hochladen | Denkmal für die Gefallenen des Ersten Weltkrieges (Einzeldenkmal zu ID-Nr. 09301405)                                                              | Straße der Befreiung 3a (Karte)                                      | Nach 1918                                                                                   | Einzeldenkmal der Sachgesamtheit Stadtkirche und Kirchhof; ortsgeschichtliche Bedeutung, roter Porphyrkubus mit Relief eines kleinen Kindes | 09252667 |
| Weitere Bilder                          | Sieben Grabmale an der Kirchhofsmauer (Einzeldenkmal zu ID-Nr. 09301405)                                                                          | Straße der Befreiung 3a (Karte)                                      | 17.–18. Jahrhundert                                                                         | Einzeldenkmale der Sachgesamtheit Stadtkirche und Kirchhof; ortsgeschichtliche Bedeutung. Grabmale auf dem Kirchhof: Sandsteingrabmal eines Ritters derer von Gersdorf mit Rüstung, in den Zwickeln vier Wappen, bezeichnet mit 1610, daneben sechs weitere Grabmale aus Sandstein aus dem 17. und 18. Jahrhundert, zum Teil sind die Inschriften kaum mehr zu lesen. | 09252667 |
|                                         | Zwei Grabmale an der äußeren Chorwand der Kirche (Einzeldenkmal zu ID-Nr. 09301405)                                                               | Straße der Befreiung 3a (Karte)                                      | 1800; 1. Hälfte 19. Jahrhundert                                                             | Einzeldenkmale der Sachgesamtheit Stadtkirche und Kirchhof; ortsgeschichtliche Bedeutung. Grabmal Ernestine Charlotte Mros, bezeichnet mit 1800, klassizistische Frauenfigur mit Kleinkind an der Hand auf Sockel. Teil eines Grabmals: Sandsteinkubus mit Nische, dort Relief eines Engels, in der Linken ein Kreuz haltend, 1. Hälfte 19. Jahrhundert. | 09252667 |
|                                         | Grabmal in Art eines Grufthauses gegenüber dem Kircheneingang (Einzeldenkmal zu ID-Nr. 09301405)                                                  | Straße der Befreiung 3a (Karte)                                      | Nach 1916                                                                                   | Einzeldenkmal der Sachgesamtheit Stadtkirche und Kirchhof; bau- und ortsgeschichtliche Bedeutung. Grabmal Familie Carl Albert Hünlich (1853–1916), Kommerzienrat, in Art eines Grufthauses mit Einfriedung und zwei vorgelagerten Treppenstufen, nach 1916. | 09252667 |
|                                         | Treppenaufgang zur Kirche (Einzeldenkmal zu ID-Nr. 09301405)                                                                                      | Straße der Befreiung 3a (Karte)                                      | 1901–1902                                                                                   | Einzeldenkmal der Sachgesamtheit Stadtkirche und Kirchhof; bau- und ortsgeschichtliche Bedeutung | 09252667 |
|                                         | Gesamte Einfriedungsmauer des Kirchhofs und der Friedhofserweiterung (Einzeldenkmal zu ID-Nr. 09301405)                                           | Straße der Befreiung 3a (Karte)                                      |                                                                                             | Einzeldenkmal der Sachgesamtheit Stadtkirche und Kirchhof; bau- und ortsgeschichtliche Bedeutung | 09252667 |
| Direkt Bild zu diesem Denkmal hochladen | Zwei Granitpfosten, Treppe und Natursteinmauer als Elemente einer Grundstückseinfriedung                                                          | Straße der Befreiung 4 (neben) (Karte)                               | 1. Hälfte 19. Jahrhundert                                                                   | Ortsbildprägend von Bedeutung, zum Teil schon geschleift, noch existierender Rest entlang der genannten Flurstücke soll erhalten bleiben | 09302002 |
|                                         | Pfarrhaus (Nr. 7) und östliches Nebengebäude (Nr. 5)                                                                                              | Straße der Befreiung 5, 7 (Karte)                                    | Um 1800 (im Kern älter); um 1900 (im Kern älter)                                            | Pfarrhaus Obergeschoss Fachwerk verschiefert, Rückseite verbrettert, Nebengebäude mit Stall- und Scheunenteil, Remise und Wohnteil an der Straße, Klinker, Gebäude bilden ein Ensemble mit Kirche und Kirchhof. Pfarrhaus: im Obergeschoss kleine Fenster mit verzierten Rahmungen in unregelmäßigen Abständen, Giebelseiten aufwändig ornamental verschiefert (Rosetten), steiles Satteldach mit unterschiedlichen Neigungswinkeln, Fledermausgaupen. | 09252668 |
| Direkt Bild zu diesem Denkmal hochladen | Wohnstallhaus (Umgebinde) mit Oberlaube | Straße der Befreiung 17 (Karte)                                      | Wetterfahne bezeichnet mit 1878                                                             | Obergeschoss teils massiv, teils Fachwerk verschiefert, baugeschichtlich von Bedeutung, mit Blockstube und geschlossener Oberlaube, weite Umgebindejoche, Fenster in originaler Größe | 09252671 |
| Direkt Bild zu diesem Denkmal hochladen | Wohnstallhaus (Umgebinde) | Straße der Befreiung 28a (Karte)                                     | 2. Hälfte 18. Jahrhundert; Türstock vermutlich bezeichnet mit 1773                          | Obergeschoss teils Fachwerk verbrettert, teils Sichtfachwerk, verkörpert Reste des alten Ortsbildes, baugeschichtlich von Bedeutung, original erhaltener Feldsteinsockel, Hausnummer: laut ALK Nummer 28a, am Haus bezeichnet Nummer 26; ruinös oder abgerissen | 09252689 |
| Direkt Bild zu diesem Denkmal hochladen | Wohnstallhaus (Umgebinde) und Scheune eines Zweiseithofes                                                                                         | Straße der Befreiung 29 (Karte)                                      | Türstock bezeichnet mit 1876                                                                | Wohnstallhaus Obergeschoss Fachwerk verbrettert, Giebel verkleidet, baugeschichtlich von Bedeutung | 09252688 |
| Weitere Bilder                          | Wohnstallhaus (Umgebinde), ohne nördlichen Anbau                                                                                                  | Talstraße 7 (Karte)                                                  | Um 1850                                                                                     | Obergeschoss Fachwerk verbrettert, Krüppelwalmdach mit Fledermausgaupe, baugeschichtlich von Bedeutung, Fenster im Erdgeschoss verändert | 09252673 |
| Direkt Bild zu diesem Denkmal hochladen | Wohnstallhaus (Umgebinde) | Talstraße 14 (Karte)                                                 | 1. Hälfte 19. Jahrhundert                                                                   | Obergeschoss Fachwerk verkleidet, baugeschichtlich von Bedeutung, Umgebinde weitjochig, Umgebinde-Säulen profiliert, durch Auf- und Umbau verändert, rückwärtig halbhohe Mauer vor Umgebinde | 09252674 |
| Direkt Bild zu diesem Denkmal hochladen | Felsenkeller mit seitlichen Stützmauern | Talstraße 18 (gegenüber) (Karte)                                     | 19. Jahrhundert                                                                             | Zugang mit Granitstock, kulturgeschichtlich von Bedeutung | 09252675 |
| Weitere Bilder                          | Mühlengebäude und Esse einer ehemaligen Papiermühle                                                                                               | Talstraße 22 (Karte)                                                 | Um 1870                                                                                     | Massiv, eingeschossig mit Drempel, Fenstergewände Granit, im Erdgeschoss Segmentbogenfenster, Hauptgebäude mit Annexbauten über unregelmäßigem Grundriss, Esse in Klinker, baugeschichtlich und ortsgeschichtlich von Bedeutung | 09252676 |
| Weitere Bilder                          | Eisenbahnbrücke | Vorwerkstraße (Karte)                                                | 2. Hälfte 19. Jahrhundert                                                                   | Einbogige Sandsteinquaderbrücke, baugeschichtlich und landschaftsprägend von Bedeutung | 09301407 |
| Weitere Bilder                          | Kiefernmühle; Wohnhaus und Scheune eines ehemaligen Mühlenanwesens                                                                                | Vorwerkstraße 29 (Karte)                                             | Kern aufs 17. Jahrhundert zurückgehend (Mühle); Ende 19. Jahrhundert (Mühle und Scheune)    | Wohnhaus Obergeschoss Fachwerk verkleidet, Scheune verbretterte Holzkonstruktion, baugeschichtlich und ortsgeschichtlich von Bedeutung, Technik nicht mehr vorhanden, lediglich zwei Mühlenteiche | 09252629 |
| Weitere Bilder                          | Himmelsmühle; Mühlenanwesen mit Wohnhaus, Mühlengebäude und Stallscheune sowie Mühlteich und Wehr                                                 | Vorwerkstraße 35 (Karte)                                             | Bezeichnet mit 1874 (Türstock)                                                              | Wohnhaus Obergeschoss Fachwerk verbrettert, Wasserrad und Technik vorhanden, der Mühlteich liegt trocken, baugeschichtlich und ortsgeschichtlich von Bedeutung | 09252686 |
|                                         | Lutherstein; Gedenkstein zum 450. Geburtstag Martin Luthers                                                                                       | Zittauer Straße (Ecke Martin-Luther-Straße) (Karte)                  | Bezeichnet mit 1933                                                                         | Granit, mit Lutherrose und Inschrift „Ein feste Burg ist unser Gott/ 10.11.1933“, geschichtlich von Bedeutung | 09252642 |
| Direkt Bild zu diesem Denkmal hochladen | Wohnstallhaus (Umgebinde) mit winklig angebautem Ausgedinge (Umgebinde) eines Dreiseithofes                                                       | Zittauer Straße 1 (Karte)                                            | Türstock bezeichnet mit 1803 (Wohnstallhaus); Türstock bezeichnet mit 1818 (Auszugshaus)    | Wohnstallhaus Obergeschoss Fachwerk verbrettert, Ausgedinge mit Blockstube und Umgebinde im Obergeschoss, prägnante Lage im Zentrum, baugeschichtlich und sozialgeschichtlich von Bedeutung, Wohnstallhaus: weite Umgebinde-Joche, profilierte Umgebinde-Säulen, Fenstergewände verziert, Türstöcke und einige Fenstergewände Granit, Frackdach | 09252643 |
| Weitere Bilder                          | Gasthaus mit späterem Kino-Anbau (Zittauer Straße 2)                                                                                              | Zittauer Straße 2 (Bahnhofstraße 12) (Karte)                         | Bezeichnet mit 1875 (Türstock)                                                              | Gasthaus schlichter Putzbau, Kinoanbau mit neoklassizistischem Dekor, baugeschichtlich und ortsgeschichtlich von Bedeutung, Gasthaus: Eckpilaster, Segmentbogenfenster und Okulus im Giebel, Fenster in originaler Größe, Ladeneinbau an der Ecke, Kinoanbau mit neoklassizistischem Dekor | 09252645 |
| Direkt Bild zu diesem Denkmal hochladen | Wohnstallhaus (Umgebinde) und Ausgedingehaus mit integrierter Scheune                                                                             | Zittauer Straße 37a (Karte)                                          | Um 1800                                                                                     | Wohnstallhaus Obergeschoss Fachwerk verbrettert, typisches Beispiel für die ursprüngliche Auenbebauung, baugeschichtlich und sozialgeschichtlich von Bedeutung, eingeschossiger Anbau vor Wohnstallhaus | 09252664 |
| Weitere Bilder                          | Fabrikantenvilla, Brunnen, Pavillon, Plastiken und Einfriedung sowie Garten                                                                       | Zittauer Straße 53 (Karte)                                           | Um 1920                                                                                     | Villa Putzbau mit Walmdach, baugeschichtlich, künstlerisch und ortsgeschichtlich von Bedeutung, zweigeschossiger massiver Putzbau mit Walmdach, darin große dreiachsige Gaupe mit Bogenabschluss, Eingang triumphbogiges Sandsteinportal (u. a. Kapitelle, Zahnschnitt), Türblatt original, über Eingang im Obergeschoss zentraler Balkon, Sandsteinveranda, zum Teil noch originale Fenstersprossung, expressionistische Elemente in den Rundbogenöffnungen der Gartenmauer, am Haustürblatt und an den den Eingang flankierenden Laternen, im Garten Brunnen, zippusbekrönter Pavillon und drei Gruppen figürlicher Plastik (Putti u. a.), die Villa gehörte dem Wilthener Spirituosenfabrikanten | 09254507 |
|                                         | Ehemalige Luftschiffhalle Kaditz; Lager der Wilthener Weinbrennerei                                                                               | Zittauer Straße 67 (Karte)                                           | Bezeichnet mit 1921/1922                                                                    | Sowohl von der freitragenden Eisen-Stahl-Konstruktion als auch von der Architektur her bemerkenswerter Bau, bau-, militär-, technik- und ortsgeschichtlich von Bedeutung. Inschrifttafel: „Erbaut 1921/22... Bruno Kost...Baumeister... Sebnitz – Dreistern“. | 09253222 |

## Liste der Kulturdenkmale in Irgersdorf
| Bild                                    | Bezeichnung                                                                        | Lage                  | Datierung                                                 | Beschreibung | ID       |
| --------------------------------------- | ---------------------------------------------------------------------------------- | --------------------- | --------------------------------------------------------- | --- | -------- |
| Weitere Bilder                          | Umgebindeteil eines Wohnhauses und gegenüber liegendes Seitengebäude               | Irgersdorf 3 (Karte)  | Um 1800                                                   | Umgebindeteil Obergeschoss Fachwerk verputzt, Seitengebäude Obergeschoss Fachwerk, baugeschichtlich und wirtschaftsgeschichtlich von Bedeutung. Wohnhaus: Umgebinde ausgemauert, erstes Obergeschoss Fachwerk verputzt, Drempel wahrscheinlich später zugefügt. Stallscheune mit Feldsteinsockel, Obergeschoss Fachwerk ausgelehmt. | 09252692 |
| Weitere Bilder                          | Wohnstallhaus (Umgebinde) mit winklig angebautem Seitengebäude eines Dreiseithofes | Irgersdorf 4 (Karte)  | Um 1800                                                   | Wohnstallhaus Obergeschoss Fachwerk verbrettert, baugeschichtlich und wirtschaftsgeschichtlich von Bedeutung, Wohnstallhaus weitjochiges Umgebinde, Obergeschoss Fachwerk verbrettert, Scheune mit Überstand | 09252693 |
| Direkt Bild zu diesem Denkmal hochladen | Wohnstallhaus eines Bauernhofes                                                    | Irgersdorf 7 (Karte)  | Bezeichnet mit 1881 (Türstock), Kern wahrscheinlich älter | Wohnstallhaus Obergeschoss Fachwerk verbrettert, zum großen Teil original erhalten, baugeschichtlich und wirtschaftsgeschichtlich von Bedeutung | 09252694 |
| Direkt Bild zu diesem Denkmal hochladen | Ausgedingehaus (Umgebinde)                                                         | Irgersdorf 8 (Karte)  | 1. Hälfte 19. Jahrhundert                                 | Obergeschoss Sichtfachwerk, Umgebinde ausgemauert, baugeschichtlich von Bedeutung | 09252698 |
| Weitere Bilder                          | Wohnstallhaus (Umgebinde)                                                          | Irgersdorf 12 (Karte) | Um 1900                                                   | Obergeschoss Sichtfachwerk, Giebel Fachwerk, baugeschichtlich von Bedeutung | 09252697 |
| Weitere Bilder                          | Wohnstallhaus (Umgebinde)                                                          | Irgersdorf 18 (Karte) | Türstock bezeichnet mit 1723                              | Obergeschoss Fachwerk verbrettert, baugeschichtlich von Bedeutung, extrem großer Überstand der Umgebinde-Stützen, Blockstube in alter Eckverkämmung | 09252695 |
| Direkt Bild zu diesem Denkmal hochladen | Wohnstallhaus (Umgebinde) mit Oberlaube                                            | Irgersdorf 19 (Karte) | 1. Hälfte 19. Jahrhundert, Umsetzung 2006                 | Obergeschoss Sichtfachwerk (siehe Wilthen, Stadt – Schulstraße 20, ehemals Am Mühlendamm 11 – von dort 2006 transloziert, dabei Obergeschoss umgesetzt, Erdgeschoss einschließlich Umgebinde-Blockstube neu!), baugeschichtlich von Bedeutung, Dokumentationswert. Umsetzung einschließlich einiger originaler Schwellen (Granit), andere fehlende Schwellen in Granit neu gefertigt, originale Türstöcke und Oberlaube sowie zwei originale Wandkonstruktionen (Fachwerkhölzer) innen rechts und links der Treppe, Fenster, Türen neu, massiver Stallteil neu, Einvernehmen zur Denkmaleigenschaft auch nach Translozierung und teilweisem ergänzendem Neubau einiger Hausteile am 7. Oktober 2009 | 09301392 |
|                                         | Wohnstallhaus (Umgebinde)                                                          | Irgersdorf 30 (Karte) | Türstock bezeichnet mit 1890                              | Obergeschoss Fachwerk verkleidet, baugeschichtlich von Bedeutung, Blockstube vorhanden | 09252691 |

## Liste der Kulturdenkmale in Sora
| Bild                                    | Bezeichnung  | Lage                                         | Datierung       | Beschreibung | ID       |
| --------------------------------------- | ------------ | -------------------------------------------- | --------------- | --- | -------- |
| Direkt Bild zu diesem Denkmal hochladen | Wegestein    | Sora (nördlicher Ortsausgang) (Karte)        | 19. Jahrhundert | Verkehrsgeschichtlich von Bedeutung, Granitsäule mit vorkragendem Sockel und Säulenkopf, dieser flach abschließend, Schaft mit Abfasungen | 09252690 |
| Direkt Bild zu diesem Denkmal hochladen | Brunnenstube | Sora (oberhalb des Gasthofs in Sora) (Karte) | 19. Jahrhundert | Kulturgeschichtlich von Bedeutung, bis 2000 unter Ortsteil Sora in Denkmalliste                                                           | 09252654 |

## Liste der Kulturdenkmale in Tautewalde
| Bild                                    | Bezeichnung | Lage                                                 | Datierung                                                                  | Beschreibung | ID       |
| --------------------------------------- | --- | ---------------------------------------------------- | -------------------------------------------------------------------------- | --- | -------- |
| Weitere Bilder                          | Wassereinzugshäuschen und drei Schachtabdeckungen                                                                                      | (nördlich der den Ort durchlaufenden Straße) (Karte) | 1929                                                                       | Putzbau mit Zeltdach, drei gusseiserne Gullydeckel, ortsgeschichtlicher und wissenschaftlicher Wert (technisches Denkmal). Wasserhaus (zwei Hochbehälter) 1929 zur Trinkwasserversorgung des Ortes erbaut. Fassen von drei Quellgebieten am Pichosüdhang und damit eine der ersten zentralen Versorgungen für alle Häuser des Ortes. Seit Fernwasserversorgung wird Quellwasser nicht mehr für öffentliche Wasserversorgung genutzt und in Butterwasser geleitet. Beide Hochbehälter speichern 200 m³ Trinkwasser, diese Menge reicht für den Ort bei Normalverbrauch für eine Woche. Hochbehälter werden mit Trinkwasser aus Steinigtwolmsdorfer Einzugsgebiet mittels Pumpstation am Ortseingang gefüllt. | 09300725 |
| Direkt Bild zu diesem Denkmal hochladen | Einbogige Brücke | (zwischen km 17,0 und 17,2) (Karte)                  | Bezeichnet mit 1876                                                        | Mit Sandsteingewölbe, Widerlager und Flügelmauern Granit, baugeschichtlich und verkehrsgeschichtlich von Bedeutung. Geländer neu, leichte seitliche Auskragungen, Flügelmauern – unregelmäßige Granitsteine bilden Mauerwerk. 1876 Erstaufbau als Segmentbogenbrücke lichte Höhe 6,20 m, 1954 Übergabe der Brücke an die Kommune, 2001 mit Fördermitteln Sanierung und Verbreiterung. | 09300726 |
| Direkt Bild zu diesem Denkmal hochladen | Wohnstallhaus (Umgebinde) | Tautewalde 2 (Karte)                                 | 1. Hälfte 19. Jahrhundert (Wohnstallhaus); Wetterfahne bezeichnet mit 1831 | Obergeschoss Fachwerk, teils verbrettert, teils verputzt, baugeschichtlich von Bedeutung, Fenster in originaler Größe, Umgebinde mit großen Bogenweiten | 09252706 |
| Direkt Bild zu diesem Denkmal hochladen | Wohnstallhaus eines Dreiseithofes | Tautewalde 3a (Karte)                                | Bezeichnet mit 1842                                                        | Obergeschoss Fachwerk verbrettert, Krüppelwalmdach mit Fledermausgaupen, Türstock Granit, einziges erhaltenes ehemaliges Ausgedinge im Ort, baugeschichtlich und sozialgeschichtlich von Bedeutung | 09252707 |
|                                         | Wohnstallhaus (Umgebinde) | Tautewalde 13 (Karte)                                | 2. Hälfte 19. Jahrhundert                                                  | Obergeschoss Fachwerk verschiefert, Giebel verschiefert, Umgebinde profiliert, baugeschichtlich und ortsbildprägend von Bedeutung, Krüppelwalmdach | 09252705 |
|                                         | Schule und Trog | Tautewalde 24b (Karte)                               | 1888 (Grundsteinlegung)                                                    | Repräsentativer Putzbau mit Mittelrisalit und Uhrturm, heute Wohnhaus, Granit-Wassertrog vor dem Gebäude, ortsgeschichtlich und ortsbildprägend von Bedeutung. 1888 Grundsteinlegung für Einklassenschule, 1914 Anbau des Westflügels – Nutzung als Zweiklassenschule bis 1978 (durch Anbau Westflügel ehemal. Seitenrisalit zum Mittelrisalit geworden), 1940–1944 Kriegsgefangenenlager für Franzosen, 1973 Beendigung des Mehrstufenunterrichts, 1979 gehen alle Schüler in die Schule nach Wilthen. Walmdach, originaler Dachstuhl, Keller mit originaler Granittreppe, Objekt saniert (Fenster Kunststoff, mit Sprossung, Erdgeschoss-Oberlichter mit geätzten Scheiben), Wassertrog stand ursprünglich hofseitig. | 09300722 |
| Weitere Bilder                          | Denkmal für die Gefallenen des Ersten Weltkrieges                                                                                      | Tautewalde 24b (bei) (Karte)                         | Nach 1918                                                                  | Stein mit Malteserkreuz, darin Schwert und die Zahlen 1914 und 1918, Einfassung der Anlage mit Granitwerksteinen, ortsgeschichtlich von Bedeutung | 09252700 |
| Weitere Bilder                          | Dorfteich mit Resten der Einfassungsmauer                                                                                              | Tautewalde 24b (gegenüber) (Karte)                   | 1787 angelegt                                                              | Ehemaliger Mühlteich mit an einer Seite verbliebener Natursteinmauereinfassung, zwei Treppen mit Sandsteinstufen, Eisrechen und Einlauf mit Steindecker-Abdeckung, ortsgeschichtlich und ortsbildprägend von Bedeutung. Teich 1787 als Mühlteich angelegt und versorgte Tautewalder Mühle (heute Bäckerei – Haus Nummer 30 – kein Denkmal) mit oberschlächtigem Mühlrad, wird gespeist von zwei größeren Quellen des Butterwassers. Am nordwestlichen Abfluss befindet sich der Eisrechen, durch den das Wasser in hölzernen Rinnen, die auf Steinpfeilern aus Granit ruhten, zum Mühlrad geleitet wurde. Gefälle betrug 2 m. Heute noch fließt Butterwasser hinter der Bäckerei vorbei in so genannten Bäckerteich. (Der Mühlensteintisch vor dem Wohnhaus weist auf frühere Mühle 1787–1853 hin.) Teich heute als Löschwasserreservoir und zur Karpfenaufzucht genutzt. Wasserinhalt ca. 1650 m³. | 09300723 |
| Direkt Bild zu diesem Denkmal hochladen | Wohnstallhaus (Umgebinde) | Tautewalde 25 (Karte)                                | Türstock bezeichnet mit 1840                                               | Obergeschoss und Giebel Fachwerk verbrettert, Feldsteinsockel, Granittürgewände, weitgehend ursprünglich erhalten, baugeschichtlich von Bedeutung, profiliertes Umgebinde | 09252703 |
| Direkt Bild zu diesem Denkmal hochladen | Wohnstallhaus mit Oberlaube, zwei Seitengebäude und Feldsteineinfriedung eines Dreiseithofes sowie zwei Granittröge und zwei Hausbäume | Tautewalde 27, 27a (Karte)                           | 1. Hälfte 19. Jahrhundert                                                  | Wohnstallhaus Obergeschoss Fachwerk, mit weitem Dachüberstand, Oberlaube steingedeckte Wasserrinne, Stall mit böhmischer Kappe im Ortskontext singuläre Struktur, große Originalität, baugeschichtlich und wirtschaftsgeschichtlich von Bedeutung | 09252702 |
| Weitere Bilder                          | Wohnstallhaus (Umgebinde) | Tautewalde 40 (Karte)                                | Türsturz bezeichnet mit 1816                                               | Obergeschoss teils Sichtfachwerk, teils verbrettert, Haustür mit profiliertem Granitgewände, baugeschichtlich von Bedeutung | 09252699 |
| Weitere Bilder                          | Wohnhaus (Umgebinde) mit Scheunenanbau über Eck                                                                                        | Tautewalde 50 (Karte)                                | Um 1850 (Wohnhaus); um 1900 (Scheune)                                      | Wohnhaus Obergeschoss Sichtfachwerk, Fachwerk-Scheune mit Andreaskreuzen, baugeschichtlich und ortsbildprägend von Bedeutung, Fenster in originaler Größe | 09252701 |
|                                         | Bauernhaus | Tautewalde 59 (Karte)                                | Um 1850                                                                    | Obergeschoss Fachwerk, verbrettert, mit hohem Authentizitätsgrad, baugeschichtlich von Bedeutung, weitgehend unverändertes Erscheinungsbild, originale Fenster mit Wintervorsatzfenstern, Erdgeschoss Granitgewände, beidseitig des Hauseingangs je ein schmales hochrechteckiges Fenster zur Flurbelichtung. Dach zurzeit Blecheindeckung. | 09300724 |
| Weitere Bilder                          | Erbgericht; Gasthof | Tautewalde 61 (Karte)                                | Bezeichnet mit 1842 (Türstock)                                             | Breitgelagerter Putzbau mit Krüppelwalmdach und Granitgewänden an Tür und Fenstern, Dachausbau später, baugeschichtlich und ortsgeschichtlich von Bedeutung, massiver zweigeschossiger Bau, Krüppelwalmdach, Dachhaus an der Langseite später hinzugefügt | 09252704 |

## Ehemalige Denkmäler

### Ehemalige Denkmäler (Wilthen)
| Bild                                    | Bezeichnung                           | Lage                    | Datierung                 | Beschreibung | ID       |
| --------------------------------------- | ------------------------------------- | ----------------------- | ------------------------- | --- | -------- |
| Direkt Bild zu diesem Denkmal hochladen | Wohnstallhaus                         | Am Mühlendamm 1 (Karte) | 2. Hälfte 19. Jahrhundert | Obergeschoss und Giebel Fachwerk verbrettert, selten gewordenes Beispiel für die ursprüngliche Auenbebauung, baugeschichtlich von Bedeutung; nach 2014 von der Denkmalliste gestrichen | 09252647 |
| Direkt Bild zu diesem Denkmal hochladen | Wohnhaus mit Oberlaube, ohne Anbauten | Mittelstraße 38 (Karte) | 1. Hälfte 19. Jahrhundert | Obergeschoss Fachwerk verschiefert, geschlossene Oberlaube, baugeschichtlich von Bedeutung; nach 2014 von der Denkmalliste gestrichen                                                  | 09252636 |

### Ehemaliges Denkmal (Irgersdorf)
| Bild                                    | Bezeichnung               | Lage                                                         | Datierung                 | Beschreibung | ID       |
| --------------------------------------- | ------------------------- | ------------------------------------------------------------ | ------------------------- | --- | -------- |
| Direkt Bild zu diesem Denkmal hochladen | Wohnstallhaus (Umgebinde) | Irgersdorf 12 (neben) (nördlich von Wohnhaus Nr. 12) (Karte) | 1. Hälfte 19. Jahrhundert | Obergeschoss und Giebel Fachwerk verbrettert, original erhalten, baugeschichtlich von Bedeutung, weitjochiges Umgebinde, Blockstube mit Eckverkämmung. Zwischen 2017 und 2024 aus der Denkmalliste gestrichen. | 09252696 |

## Tabellenlegende
- Bild: Bild des Kulturdenkmals, ggf. zusätzlich mit einem Link zu weiteren Fotos des Kulturdenkmals im Medienarchiv Wikimedia Commons. Wenn man auf das Kamerasymbol klickt, können Fotos zu Kulturdenkmalen aus dieser Liste hochgeladen werden:
- Bezeichnung: Denkmalgeschützte Objekte und ggf. Bauwerksname des Kulturdenkmals
- Lage: Straßenname und Hausnummer oder Flurstücknummer des Kulturdenkmals. Die Grundsortierung der Liste erfolgt nach dieser Adresse. Der Link (Karte) führt zu verschiedenen Kartendiensten mit der Position des Kulturdenkmals. Fehlt dieser Link, wurden die Koordinaten noch nicht eingetragen. Sind diese bekannt, können sie über ein Tool mit einer Kartenansicht einfach nachgetragen werden. In dieser Kartenansicht sind Kulturdenkmale ohne Koordinaten mit einem roten bzw. orangen Marker dargestellt und können durch Verschieben auf die richtige Position in der Karte mit Koordinaten versehen werden. Kulturdenkmale ohne Bild sind an einem blauen bzw. roten Marker erkennbar.
- Datierung: Baubeginn, Fertigstellung, Datum der Erstnennung oder grobe zeitliche Einordnung entsprechend des Eintrags in der sächsischen Denkmaldatenbank
- Beschreibung: Kurzcharakteristik des Kulturdenkmals entsprechend des Eintrags in der sächsischen Denkmaldatenbank, ggf. ergänzt durch die dort nur selten veröffentlichten Erfassungstexte oder zusätzliche Informationen
- ID: Vom Landesamt für Denkmalpflege Sachsen vergebene, das Kulturdenkmal eindeutig identifizierende Objekt-Nummer. Der Link führt zum PDF-Denkmaldokument des Landesamtes für Denkmalpflege Sachsen. Bei ehemaligen Kulturdenkmalen können die Objektnummern unbekannt sein und deshalb fehlen bzw. die Links von aus der Datenbank entfernten Objektnummern ins Leere führen. Ein ggf. vorhandenes Icon  führt zu den Angaben des Kulturdenkmals bei Wikidata.